# ワイドレシーバー (アメリカンフットボール)

ワイドレシーバーのポジション例

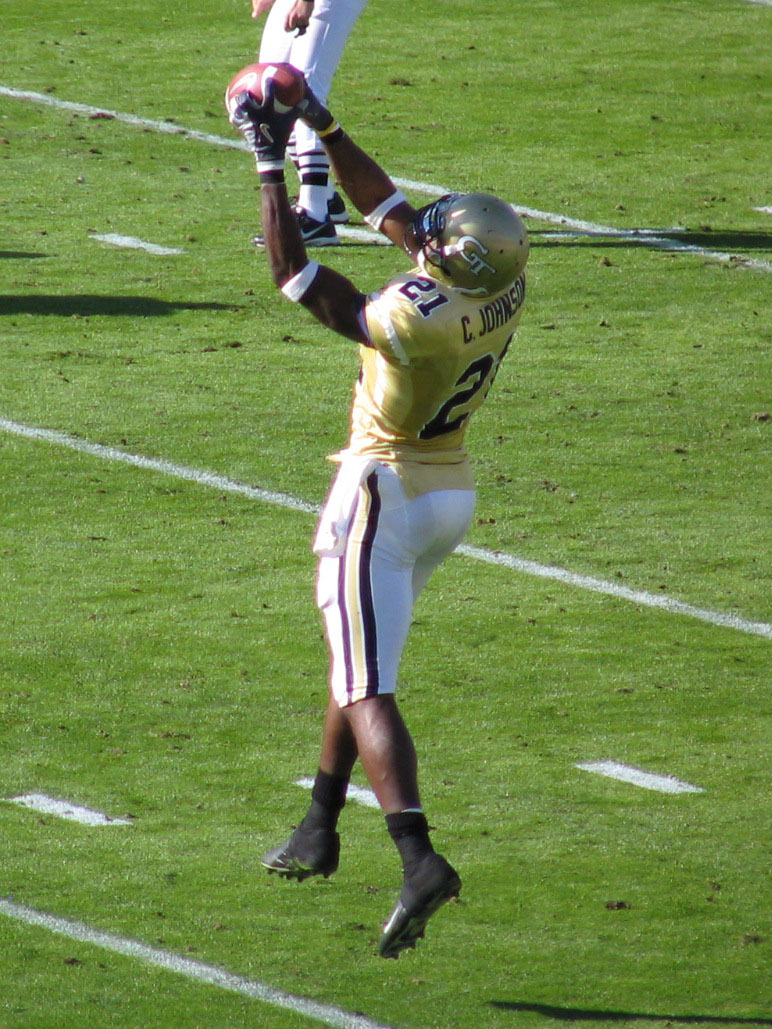
パスをキャッチするWRカルビン・ジョンソン

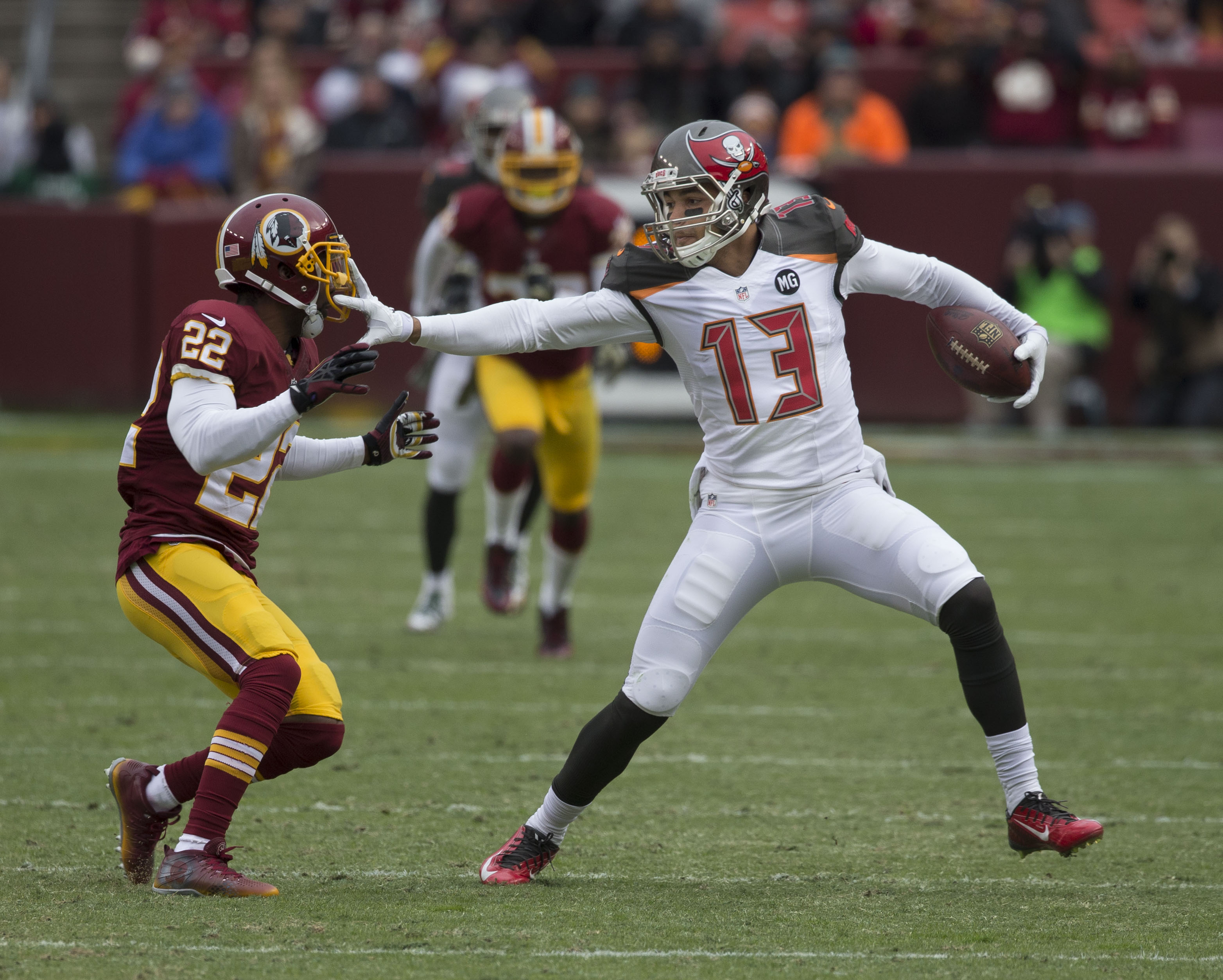
パスを取った後に走るマイク・エバンス

ワイドレシーバー (WR)は、アメリカンフットボール、カナディアンフットボールの攻撃のポジションである。プレー開始時、通常はチームの中心から離れたサイドライン際に位置する。フィールド上ではコーナーバックやランニングバックと並んで、最も足の速さが求められるポジションの1つであり、主にパスプレーにおけるパスキャッチのスペシャリストとしての役割を負う。
フィールドの両端に位置し、プレーによって人数は増減する。

## 役割
レシーバーの主な役割は、コーナーバック等の守備のマークの隙を突いて、クォーターバックからのパスをキャッチすることである。プレーによっては1つのキャッチで何十ヤードという距離を前進でき、さらにキャッチしてから走ることで一気にタッチダウンを狙うこともできる。レシーバーが走るパスルートは事前に決められており、正確なルート取りと俊敏性が求められる。キャッチの際、落球したり地面にボールが触れていたりするとキャッチ不成功となり、プレーは失敗となる。
また、ランプレーではレシーバーは味方の走路を開けるためにディフェンダーをブロックする。大抵の場合、ブロックする相手は事前に決められていることが多い。相手のマークによっては、ランプレーからディフェンダーを引き離す目的でパスルートを走ることもある。

## 歴史
ワイドレシーバーは、エンドと呼ばれるポジションから発展したものである。元々、エンドはオフェンスラインのオフェンシブタックル(OT)のすぐ横でプレーしており、現在ではタイトエンド(TE)と呼ばれるポジションである。フォワードパスに関するルールでは、エンド（スクリメージラインの両端に位置する）とバックス（スクリメージラインより後ろに位置する）はレシーバーの資格がある。
初期のアメリカンフットボールでは、ほとんどのチームがエンドをレシーバーとして使用し、積極的には使われていなかった。攻撃陣形の両端であり、オフェンスラインの隣に位置するエンドは、多くのディフェンダーがいる中で激しいヒットに巻き込まれることが多かったからである。1930年代になると、一部のチームは、一方のエンドをサイドライン近くに大きく移動させ、ディフェンダーをフィールドの中心から遠ざけることでランプレーへ絡みにくくし、パスプレーでレシーバーをよりフリーにさせることで、フィールドを広げることを試みていた。当時「スプリットエンド」と呼ばれたこのポジションが、今日のワイドレシーバーの原型となった。

## タイプ
レシーバーは単に「レシーバー」と呼ばれることが多いが、作戦上レシーバーには特定の名称が付けられているのがほとんどである。
- スプリットエンド (X or SE):スナップ時に7人がスクリメージラインに居なければならないというルールに適合するため、スクリメージライン上にいるレシーバー[1]。
- フランカー (Z or FL or 6 back):スクリメージラインから下がってセットするレシーバー[2]。
- スロットバック（SB）: タックルとスプリットエンドの間にセットし、スクリメージラインから下がってセットするレシーバー。フランカーと同様の役割を負うが、セットする位置によって呼び名が変わる。
- ウィングバック（WB）：タイトエンドのすぐ脇のバックフィールドにセットするレシーバー。シチュエーションによってはタイトエンドやフルバックを起用する場合もある。

## 背番号
ワイドレシーバーの番号は1973年に80 - 89と規定されたが、1996年、80番台に空きがなくなったニューヨーク・ジェッツに入団したキーショーン・ジョンソンは、19番の使用を求め、彼の主張は認められた。その後、2004年、空きがあってもワイドレシーバーが10 - 19番を使用することが正式に認められた。2021年に、ルール変更によって使用できる番号が多くなり、ワイドレシーバーは1 - 49と80 - 89番を使用できるようになった。